# Atanyjoppa violaceipennis
Atanyjoppa violaceipennis là một loài tò vò trong họ Ichneumonidae.